# Margarita Alieva
Pour les articles homonymes, voir Alieva.
Margarita Alieva  est une taekwondoïste russe.

## Biographie
Margarita Alieva est médaillée de bronze dans la catégorie des moins de 53 kg aux Championnats du monde féminins de taekwondo 2021 à Riyad.